# مشرع هواري بومدين
مشرع هواري بومدين مركز بلدية بولاية بشار تابعة لدائرة العبادلة.